# Holothele waikoshiemi
Holothele waikoshiemi är en spindelart som beskrevs av Rogerio Bertani och Araújo 2006. Holothele waikoshiemi ingår i släktet Holothele och familjen fågelspindlar.
Artens utbredningsområde är Venezuela. Inga underarter finns listade i Catalogue of Life.